# J.R. Celski
John Robert Celski, detto J.R. (Monterey, 17 luglio 1990), è un pattinatore di short track statunitense, vincitore di tre medaglie olimpiche e di due titoli mondiali.

## Biografia
È stato il primo uomo della storia a scendere sotto il muro dei 40 secondi nei 500 metri, nella tappa di Coppa del Mondo di short track 2012 di Calgary.

## Palmarès

### Olimpiadi
- 3 medaglie:
  - 1 argento (5000 m staffetta a Soči 2014);
  - 2 bronzi (5000 m staffetta e 1500 m a Vancouver 2010).

### Campionati mondiali
- 11 medaglie:
  - 3 ori (3000 m, 5000 m staffetta a Vienna 2009; 3000 m a Montreal 2014);
  - 4 argenti (classifica generale a Vienna 2009; 5000 m staffetta a Sofia 2010; 500 m, classifica generale a Montreal 2014);
  - 4 bronzi (1000 m, 1500 m a Vienna 2009; 1000 m, 3000 m a Sofia 2010).

### Campionati mondiali a squadre
- 1 medaglia:
  - 1 bronzo (Heerenveen 2009).

### Campionati mondiali juniores
- 5 medaglie:
  - 2 ori (500 m, 3000 m staffetta a Sherbrooke 2009);
  - 1 argento (1500 m a Sherbrooke 2009);
  - 2 bronzi (500 m a Miercurea-Ciuc 2006; classifica generale a Sherbrooke 2009).